# Golf World
Golf Word est une revue sportive américaine hebdomadaire autour du golf publiée par Condé Nast Publications, créée en 1947 par entre autres Bob Harlow. Elle a célébré le 60e anniversaire de son existence en 2007, ce qui en fait l'actuelle plus ancienne revue des États-Unis sur le golf.
Cette revue couvre plusieurs évènements du golf professionnels tels le PGA Tour, le LPGA Tour, le Champions Tour, le Nationwide Tour, le Tour Européen PGA ainsi que de nombreux tournois amateurs notamment aux États-Unis.